# Nico Santana Mojica
Nico Santana Mojica (* 7. Mai 2002) ist ein deutscher Basketballspieler.

## Werdegang
Santana Mojica wechselte 2016 vom ESV Rot-Weiß Stuttgart an die Ludwigsburger Basketball-Akademie. Er wurde des Weiteren Mitglied der Herrenmannschaft der BSG Basket Ludwigsburg (2. Regionalliga). Der Flügelspieler schaffte den Sprung ins Aufgebot der MHP Riesen Ludwigsburg und erhielt von Trainer John Patrick im April 2021 seine ersten Einsatzminuten in der Basketball-Bundesliga zugestanden. Er bestritt bis 2024 insgesamt zwölf Bundesliga-Spiele für Ludwigsburg und blieb Ergänzungsspieler, während er in der 2. Bundesliga ProB bei der BBA Ludwigsburg gleichzeitig Leistungsträger war und im Spieljahr 2023/24 im Durchschnitt 13,8 Punkte je Begegnung erreichte.
Im Juli 2024 vermeldete Zweitligist Crailsheim Merlins seine Verpflichtung.